# František Běhounek

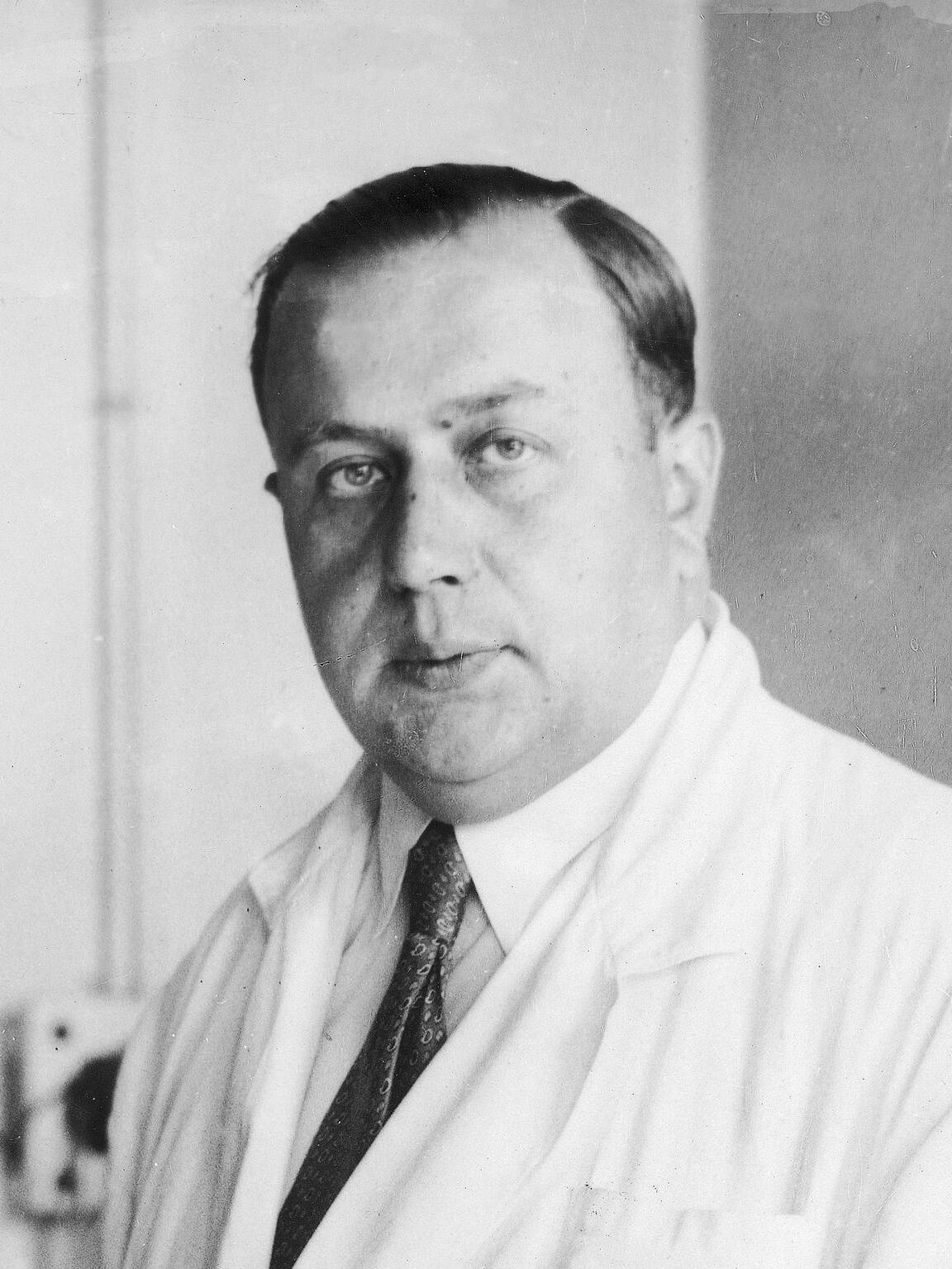
František Běhounek

František Běhounek (* 28. Oktober 1898 in Prag-Holeschowitz; † 1. Januar 1973 in Karlovy Vary) war ein tschechoslowakischer Physiker und Schriftsteller mit Schwerpunkten in der Jugendliteratur und Science Fiction.

## Leben
František Běhounek war der Sohn eines Maschinenschlossers. Nach Absolvierung des Gymnasiums studierte er von 1916 bis 1921 Physik und Mathematik an der Karls-Universität Prag sowie anschließend Radiologie in Frankreich. Seine Dozentin war Marie Curie, bei der er 1922 zum Dr. phil. promovierte.
1923/24 prüfte er in Jáchymov die Voraussetzungen für den Bau einer Leitung des radioaktiven Wassers aus der Grube Svornost ins Kurbad. Dabei stellte er durch seine Gesteinsmessungen fest, dass hier europaweite Rekordwerte erreicht werden.
Auch die kosmische Strahlung war für ihn von Interesse. So nahm er auf Empfehlung von Curie 1926 an der Nordpolexpedition von Roald Amundsen, Lincoln Ellsworth und Umberto Nobile mit dem Luftschiff Norge teil, wobei er jedoch im Stützpunkt am Kongsfjord auf Spitzbergen blieb. Die Messungen während der Expedition wurden aber mit seinen Instrumenten durchgeführt. Die Ergebnisse seiner Forschungen publizierte er gemeinsam mit dem schwedischen Physiker Finn Malmgren.
Auch an Nobiles Luftschiffexpedition mit der Italia im Jahr 1928 nahm er teil und überquerte als erster Tscheche den Nordpol in der Luft. Nach dem Absturz des Luftschiffes war er unter den durch die Krasin Geretteten. Die lange Wartezeit auf der Eisscholle sowie die Fahrt auf der Krasin nutzte er für seine Forschungen. Seine Erlebnisse und Erfahrungen beschrieb er 1928 in seinem Buch Trosečníci na kře ledové (Schiffbrüchige auf der Eisscholle, dt. Titel: Sieben Wochen auf der Eisscholle. Der Untergang der Nobile-Expedition, 1929).
In Prag war er an der Gründung des Observatoriums für atmosphärische Elektrizität in Štrbské pleso beteiligt. 1929 habilitierte er für Radiologie und atmosphärische Elektrizität, 1935 wurde er Direktor des Staatlichen radiologischen Instituts. Nach dem Weltkrieg war er von 1946 bis 1955 Vorsitzender der physikalischen Abteilung der Anstalt für Radiotherapie im Prager Krankenhaus Bulovka.
Weitere Stationen seiner universitären Laufbahn waren 1954 die Ernennung zum außerordentlichen und 1956 zum ordentlichen Professor. 1955 war er Mitbegründer der Fakultät für technische Physik und Kernphysik der Universität Prag, die 1959 in die Tschechische Technische Universität eingegliedert wurde. 1963 bis 1971 hatte er den Lehrstuhl für Dosimetrie inne und beschäftigte sich mit Anwendungen der ionisierenden Strahlung.
Seit den 1950er Jahren wurde er vom tschechoslowakischen Außenministerium als Experte zur UNESCO entsandt. An der Tschechoslowakischen Akademie der Wissenschaften war er externer Leiter für Dosimetrie. Der Strahlenschutz war ihm immer ein besonderes Anliegen.
An der Accademia Nazionale dei Lincei in Rom war Běhounek korrespondierendes Mitglied.
Als Schriftsteller verfasste er populärwissenschaftliche sowie 28 belletristische Werke wie Kniha robinsonů (1944) oder Ledovou stopou (1946), in denen er u. a. seine Eindrücke der Expeditionen verarbeitete. Heute noch bekannt sind seine Science-Fiction-Werke wie Akce L (1956), Robinsoni z vesmíru (1958) und Projekt Scavanger (1961).

## Werke
- Sieben Wochen auf der Eisscholle. Der Untergang der Nobile-Expedition. F. A. Brockhaus, Leipzig 1929
- Schiffbruch im Weltraum
- Vergolden und versilbern
- Die Meuterei auf der „Bounty“ und andere Robinsonaden
- Der Mensch und die Radioaktivität
- Die Dracheninsel. In: Kleine Jugendreihe. Jg. 14, Heft 20, 1963
- Rebellion auf der Insel. Reihe Krimi Abenteuer Phantastik, 1966
- Die Zehn von der Alexander / Mit spanischen Seefahrern auf den Schildkröteninseln. Reihe Krimi Abenteuer Phantastik, 1967

## Würdigung
Ein Eiland nördlich von Spitzbergens Nordostland trägt František Běhounek zu Ehren den Namen Běhounekodden. Der 1984 entdeckte Asteroid (3278) Běhounek wurde nach ihm benannt.